# Доррелл, Шоланда
Шоланда Мишель Доррелл (англ. Scholanda Michelle Dorrell; по мужу Хостон (англ. Hoston), впоследствии Робинсон (англ. Robinson); род. 9 января 1983 года, Майами, Майами-Дейд, Флорида, США) — американская профессиональная баскетболистка, выступала в женской национальной баскетбольной ассоциации. Была выбрана на драфте ВНБА 2006 года в первом раунде под четырнадцатым номером командой «Сакраменто Монархс». Играла на позиции атакующего защитника.

## Ранние годы
Шоланда Мишель Доррелл родилась 9 января 1983 года в городе Майами, штат Флорида, дочь Дженнифер Бут-Байер, у неё есть младший брат, Джелани, и старшая сестра, Латанза, училась она там же в средней школе Майами Эдисон, в которой выступала за местную баскетбольную команду.